# Ozzano Monferrato
Ozzano Monferrato est une commune de la province d'Alexandrie, dans le Piémont, en Italie.
Ozzano Monferrato est composée de deux parties :
- la partie haute, dans la colline, avec une église du XIIe siècle et un château ;
- la partie basse, dite aussi « Lavello », avec la gare de chemin de Fer (FS), la route principale (Casale-Torino) et une cimenterie désaffectée.

## Économie
La région des collines proches de Casale Monferrato sont des collines à tuf, et pendant des décennies son extraction et sa transformation en ciment furent l'un des moteurs de la région.
Ozzano Monferrato est aujourd'hui en phase de « repeuplement » grâce à l'essor industriel de la ville voisine, Casale Monferrato.

## Gastronomie
Ozzano monferrato est connue - modestement - pour ses vins et ses plats traditionnels comme les raviolis al Ragù. 

## Administration
| Période                                  | Période  | Identité         | Étiquette | Qualité |
| ---------------------------------------- | -------- | ---------------- | --------- | ------- |
| 14 juin 2004                             | En cours | Angelo Pansecchi |           |         |
| Les données manquantes sont à compléter. |          |                  |           |         |

### Communes limitrophes
Casale Monferrato, Cella Monte, Cereseto, Pontestura, Rosignano Monferrato, Sala Monferrato, San Giorgio Monferrato, Treville